# Palais Bénédictine
Le palais Bénédictine est un édifice mêlant les styles néogothique et néo-Renaissance, construit à la fin du XIXe siècle à Fécamp pour Alexandre-Prosper Le Grand, négociant en spiritueux et qui a fait fortune en inventant et commercialisant la liqueur Bénédictine. 
L'édifice a été construit sur les plans de l'architecte Camille Albert (1852-1942) par le constructeur Ernest Baron avec des matériaux et des techniques locales. 
Le Palais abrite l'activité de distillerie et ses caves, ainsi qu'un musée présentant diverses collections (ivoires ouvragés, pièces de monnaie, serrures, tableaux religieux anciens…). Un espace d'exposition, consacré à l'art contemporain, a été créé en 1988.

## Architecture

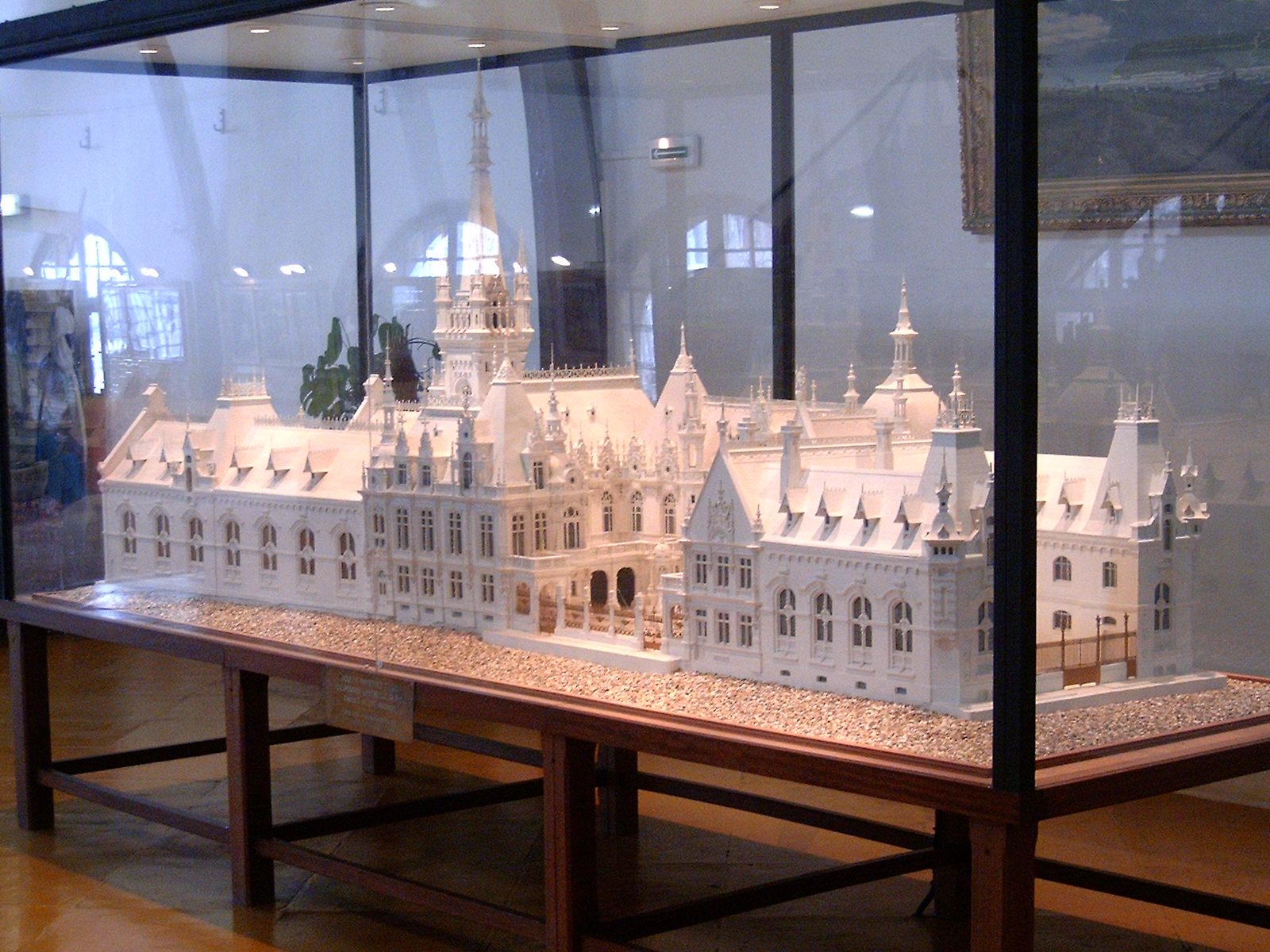
Maquette du palais Bénédictine.

Le palais est un mélange d'extravagance et de tradition. Il a été commandé par Alexandre-Prosper Le Grand qui était un grand passionné d'art ; il voulait créer un espace hybride mêlant l'art et l'industrie (d'où le surnom de « Versailles industriel » donné au palais) et également ancrer sa liqueur dans une tradition monastique locale. 
Le palais a été dessiné par l'architecte Camille Albert, architecte originaire des Hautes-Alpes, et qui avait compris à la fois le souhait d'Alexandre Le Grand et la tradition architecturale locale. 
Les ferronneries et les faîtages sont confiés à un autre artiste haut-alpin, Ferdinand Marrou (1836-1917), qui vient de terminer les faîtages du palais de justice de Rouen ainsi que les quatre pinacles de la cathédrale de cette ville. 
Les travaux commencèrent en 1882, et il fut inauguré une première fois en 1888. Mais, dévasté le 12 janvier 1892 par un incendie, il fut alors reconstruit dans sa forme actuelle, dans une architecture mêlant style néogothique et style néo-Renaissance, caractéristique de l'éclectisme, tendance de l'historicisme qui traverse tout le XIXe siècle, avant l'émergence de l'Art nouveau auquel le style du palais fait également référence. 
Le fils de l'architecte Eugène Viollet-le-Duc, Adolphe, journaliste, visitant l'édifice, s'était montré lui-même impressionné,.

### Le musée
« C'est un véritable petit Cluny, comportant d'admirables collections de meubles d'époques gothique et Renaissance, de ferronneries, et surtout des objets religieux d'une grande valeur et de toute beauté. »

C. de Boscroger, 1914 (op. cit.

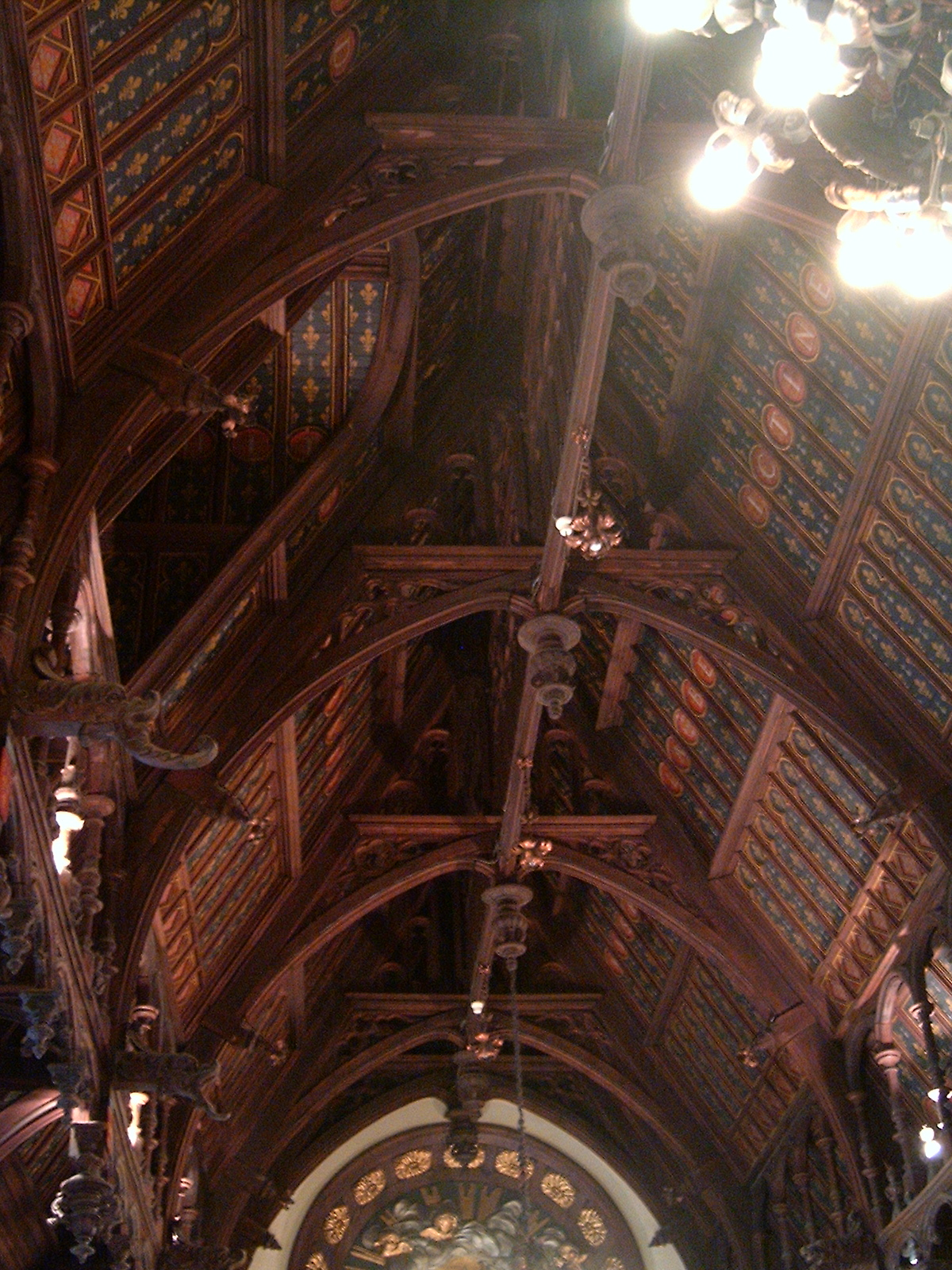
Détail de la salle gothique. La charpente a été réalisée par des charpentiers de marine.

Le palais est à la fois le lieu de production de la liqueur Bénédictine et un musée, sans rapport avec l'abbaye bénédictine de Fécamp. 
Une salle raconte l'histoire de la liqueur et une autre rassemble les quelque 600 contrefaçons dont fut victime la Bénédictine, une des liqueurs les plus copiées au monde. Les plantes sont présentées sous la verrière du Jardin des essences.
Dans la partie plus classique, le musée possède une grande collection d'art des XIVe, XVe et XVIe siècles, en partie issue des collections personnelles du fondateur, représenté au centre d'un grand vitrail en glorieux rénovateur de la liqueur qui fit sa fortune…
Il existe également une galerie d'expositions d'art contemporain ouverte au public.
Le musée est composé de salles consacrées à l’art ancien et médiéval dont de nombreux éléments proviennent de l'ancienne abbaye. Elles renferment diverses collections d’émaux et d’ivoires, la bibliothèque provient en partie de l’abbatiale de Fécamp, une collection de ferronneries - acquise dans un château du Val-de-Loire - des peintures, pour la plupart sur bois, autrefois attribuées à des artistes français, italiens, allemands et flamands précis, attributions un peu arbitraires. Il s'agit majoritairement d'œuvres d'ateliers ou de « l'école de ».
Provenant de l'abbaye de Fécamp, une bibliothèque expose des manuscrits et des incunables, des émaux champlevés du XVIe siècle,  des reliquaires, des ivoires sculptés, de la ferronnerie ancienne.
La pièce centrale est la salle des Abbés, dont l’intérêt principal réside dans son vitrail, représentant l’accueil du roi François Ier par les moines de Fécamp en 1534 et les statues de certains abbés qui ont marqué l'abbaye de Fécamp.

### La salle des épices et la distillerie
La « salle des épices » est consacrée en partie aux différentes plantes et épices entrant dans la composition de la Bénédictine. Bien que la recette exacte de cette liqueur soit tenue secrète, on connaît les ingrédients qui la composent : 27 plantes et épices, détaillées sur un présentoir. 
Au-dessous de cette salle se trouvent la distillerie et les caves, où est élaborée puis conservée la Bénédictine, mais la mise en bouteille n'a plus lieu dans ces murs.

### L'espace d'exposition et de dégustation et la boutique
Au rez-de-chaussée, la grande salle de l’« espace contemporain » accueille des expositions sur les plus grands artistes de notre temps, comme celle sur Jef Friboulet (natif de Fécamp) en octobre 1989 - Janvier 1990, sur Raymond Guerrier et Blaise Patrix en 1992, sur Denis Rivière en 1994, sur Jean Hucleux et César du 22 juin au 22 septembre 1996, sur Bernard Lorjou en février-juin 2004.
À côté, un bar et sa véranda ainsi qu'une boutique permettent de goûter aux produits.

### L'extérieur

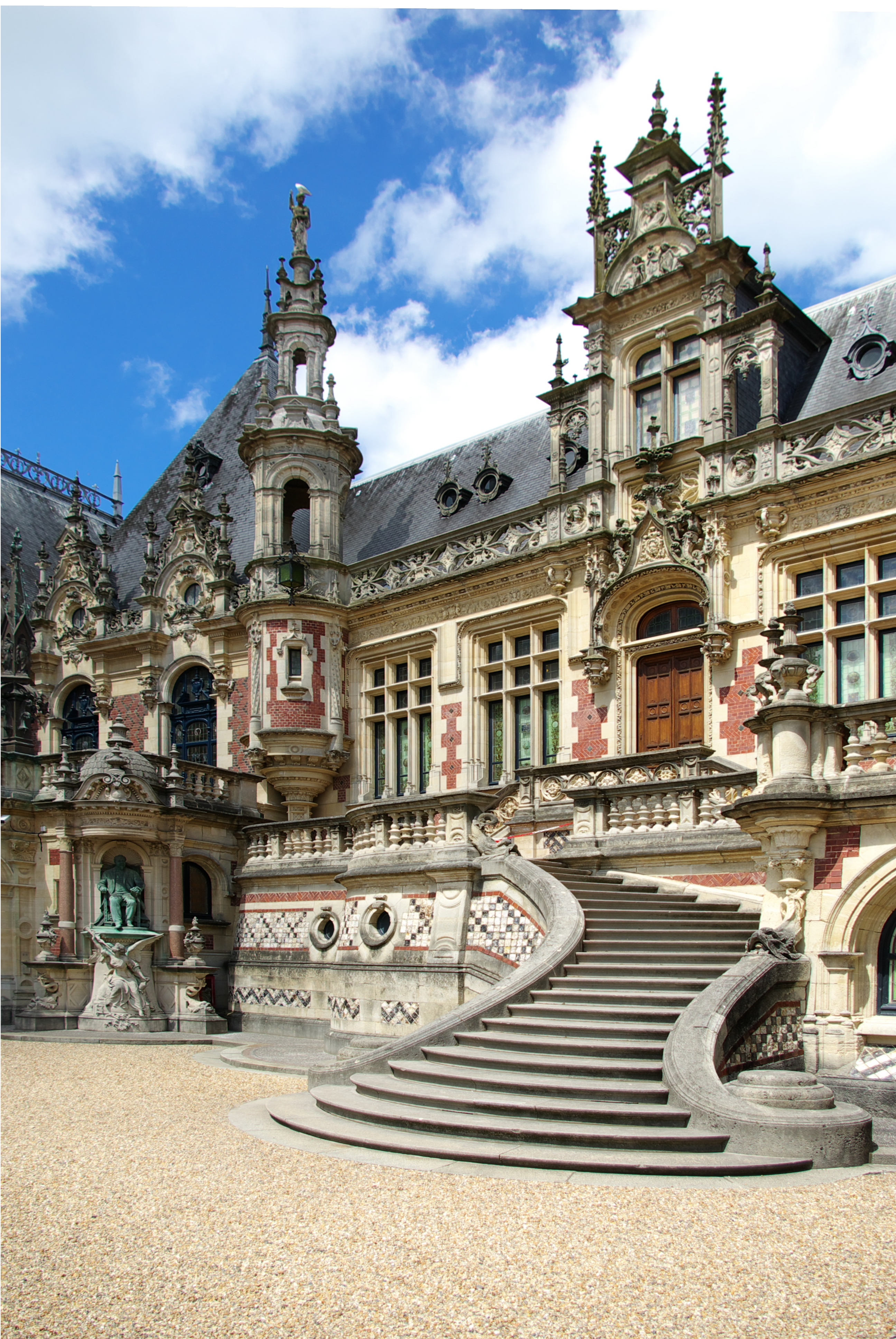
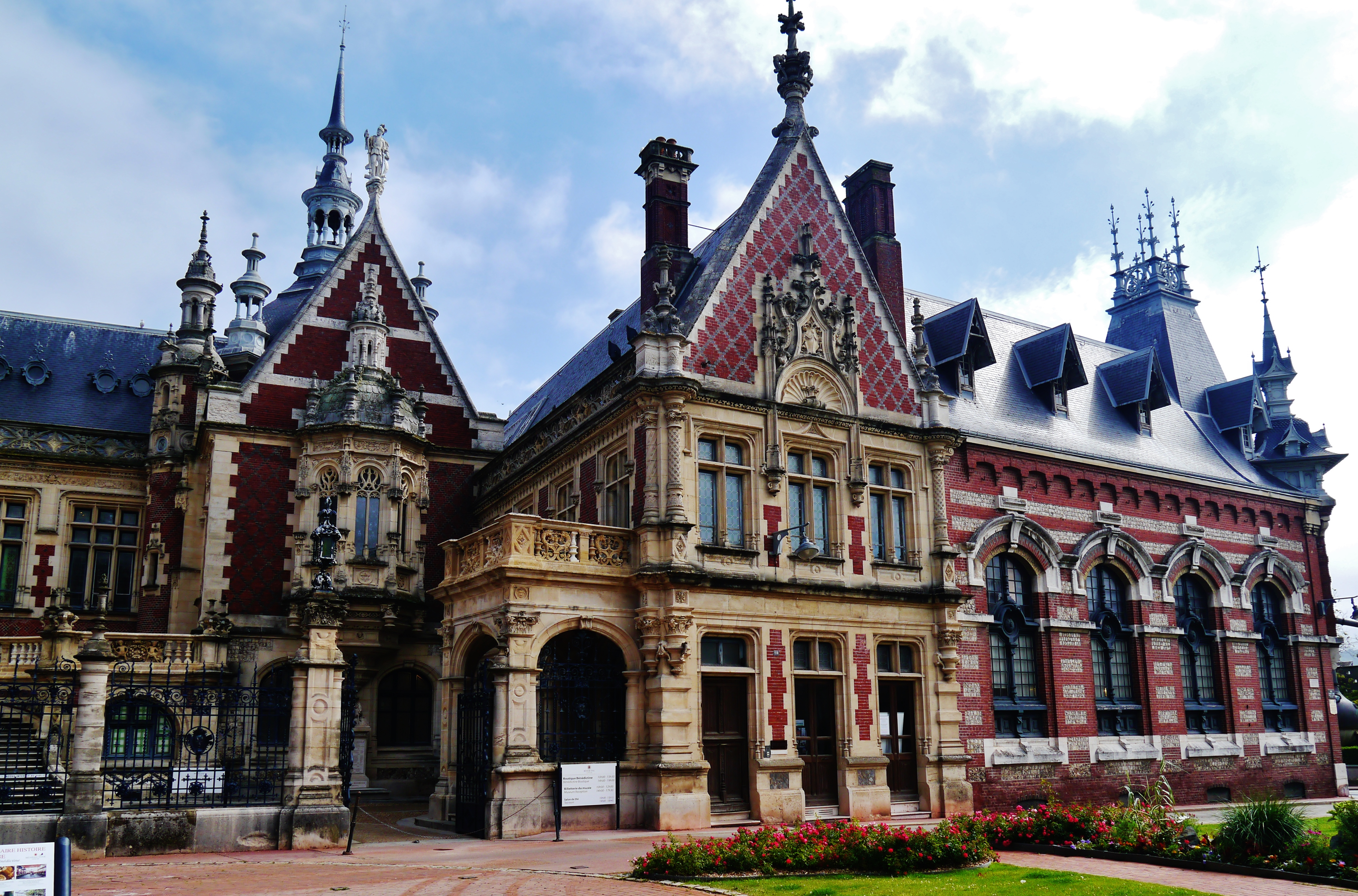
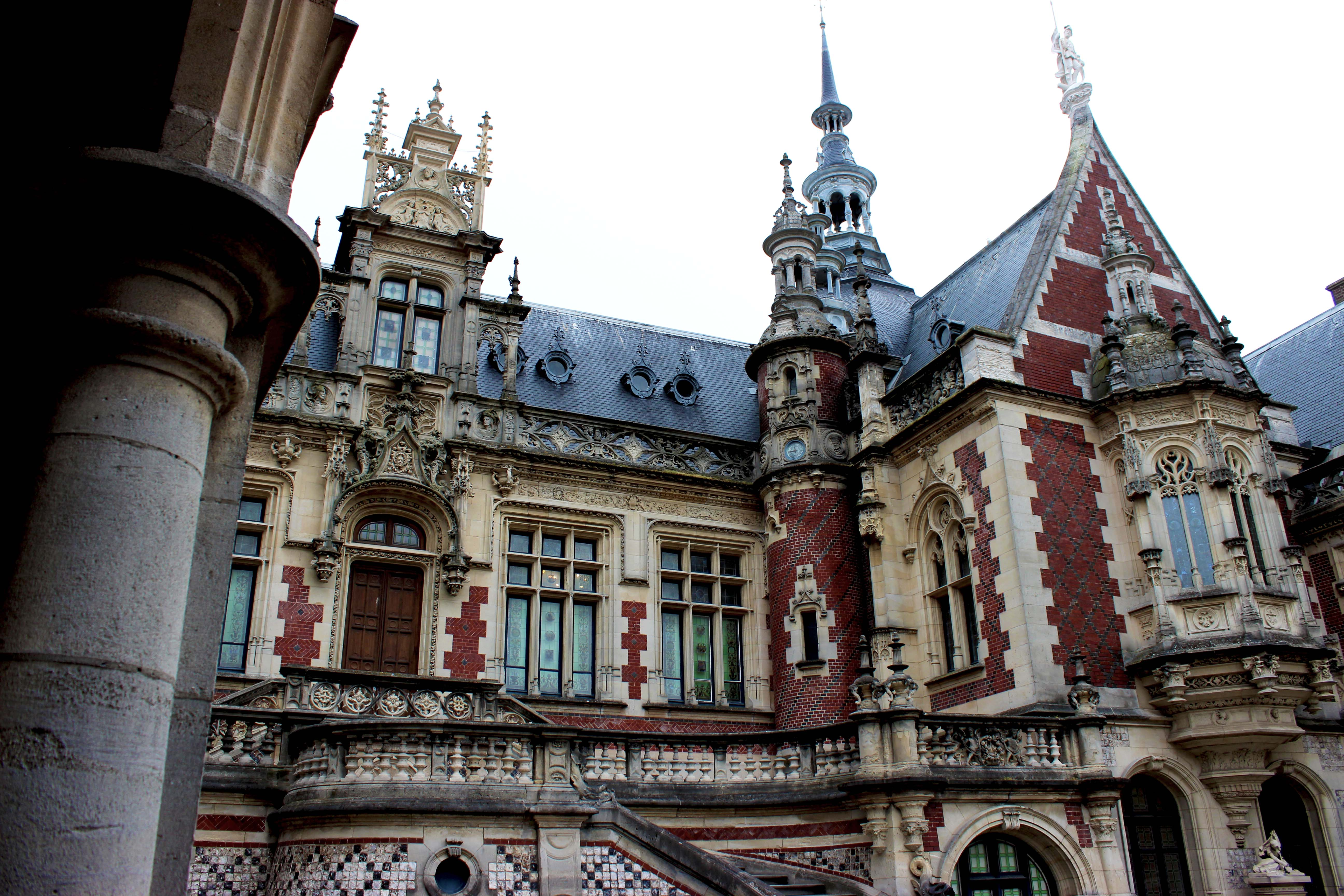
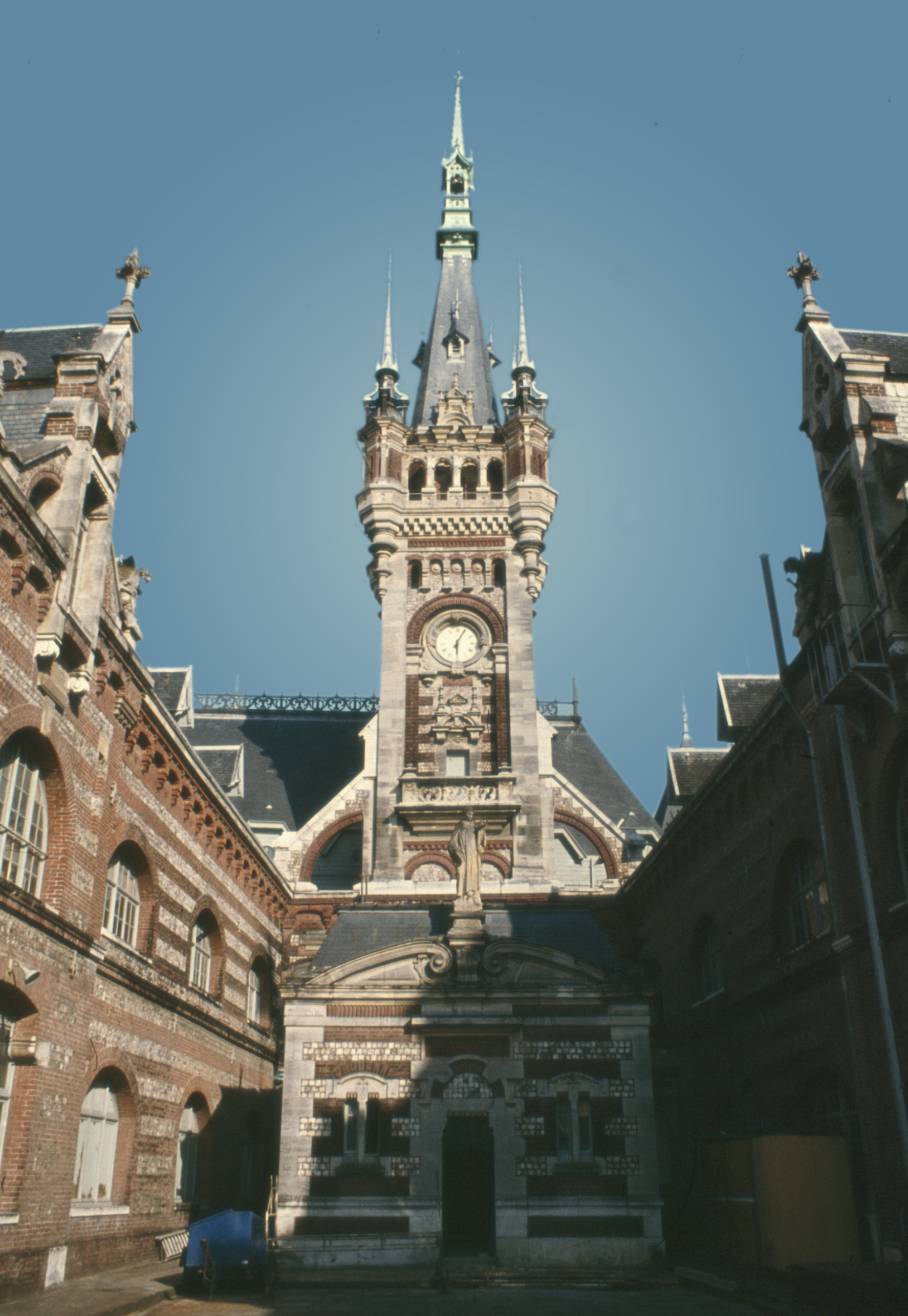
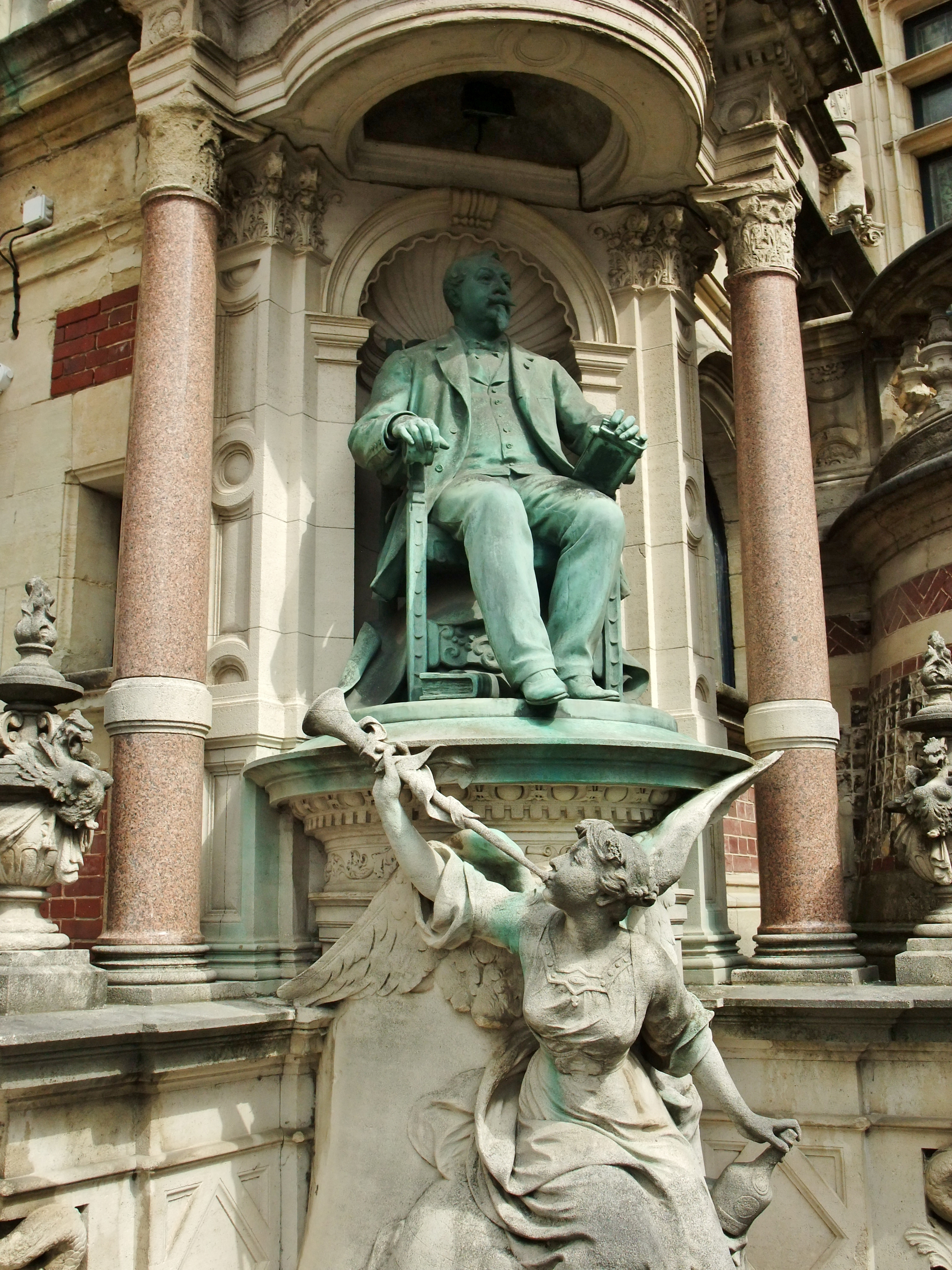

### L'intérieur

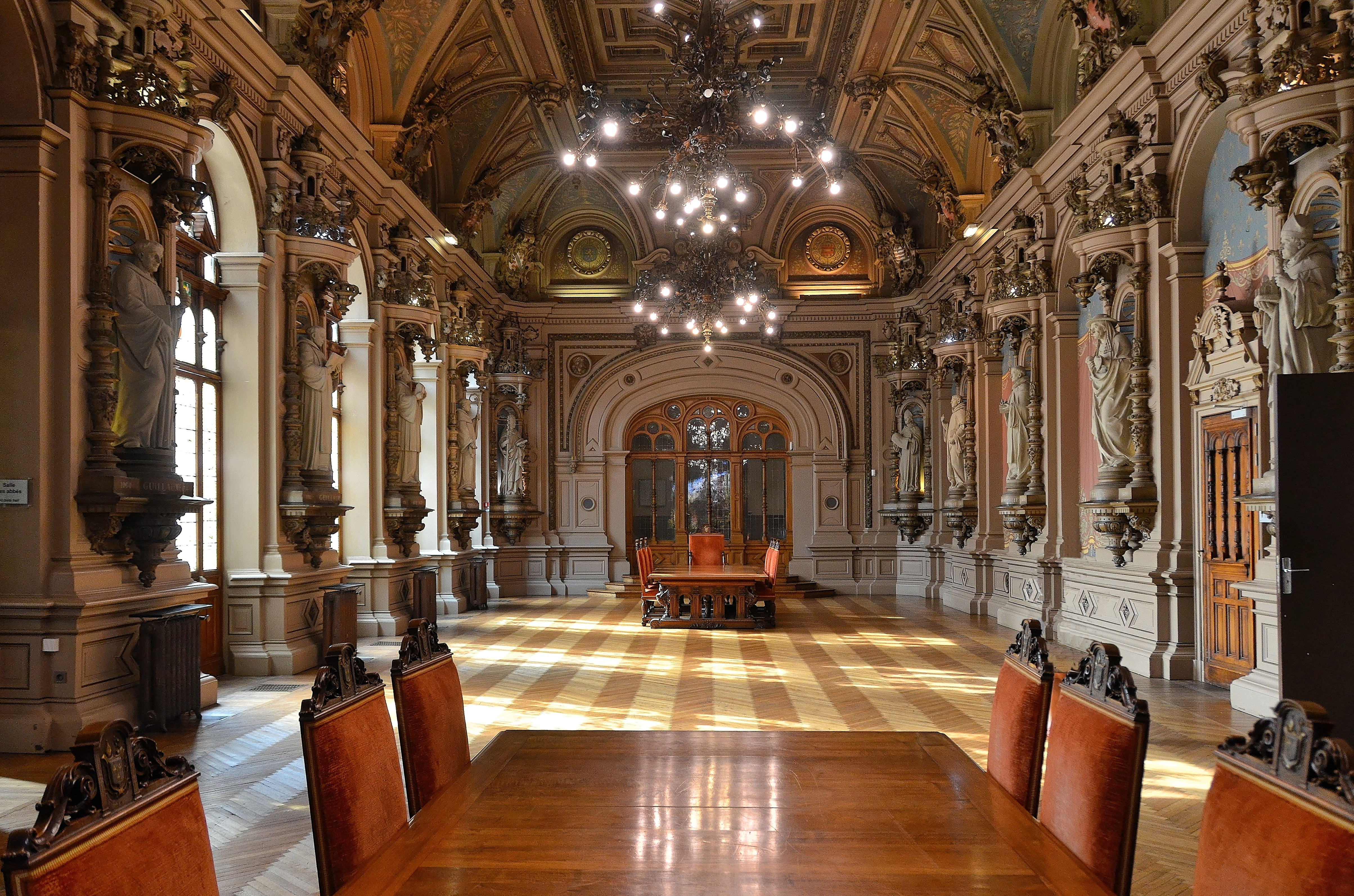
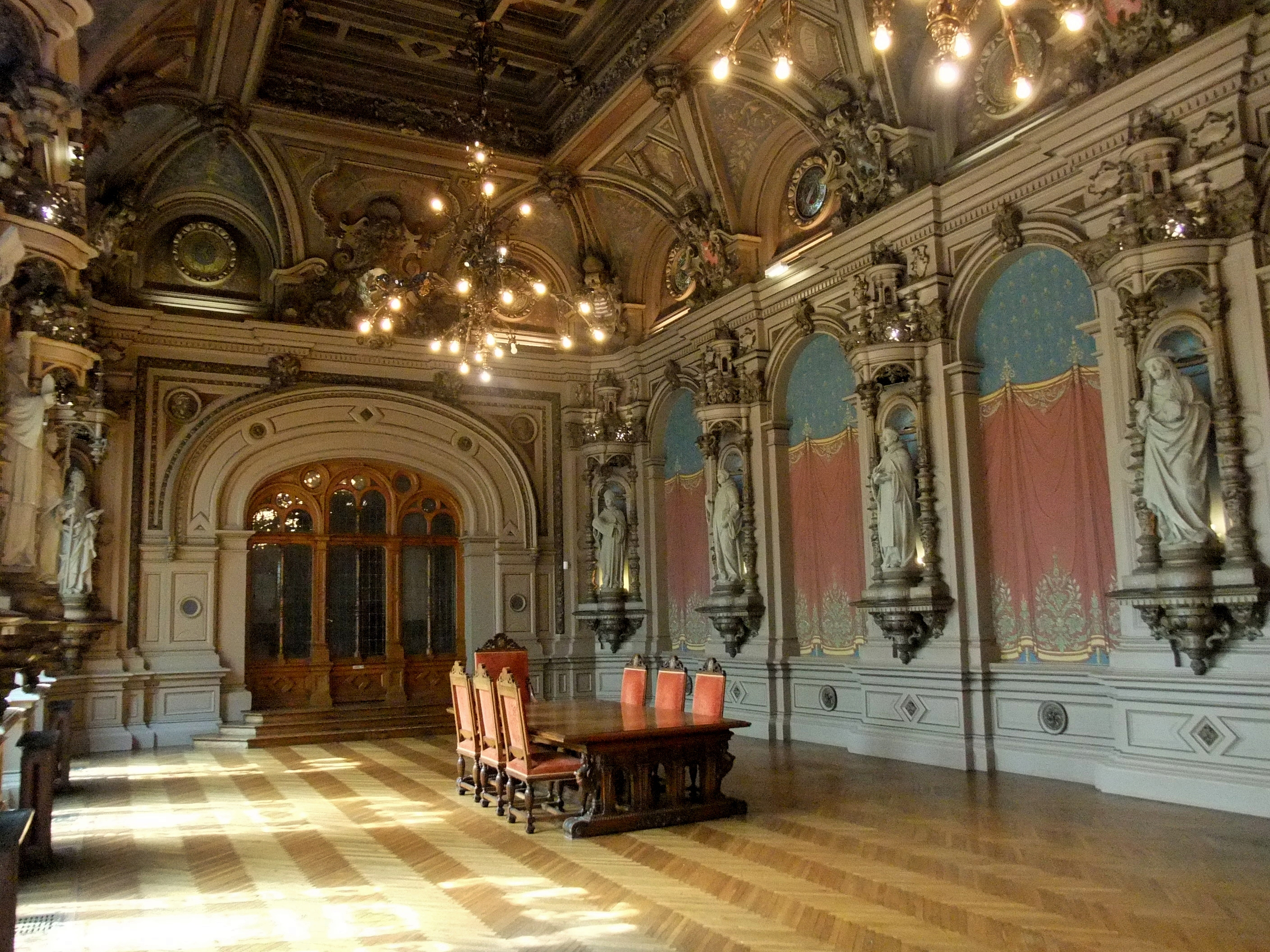
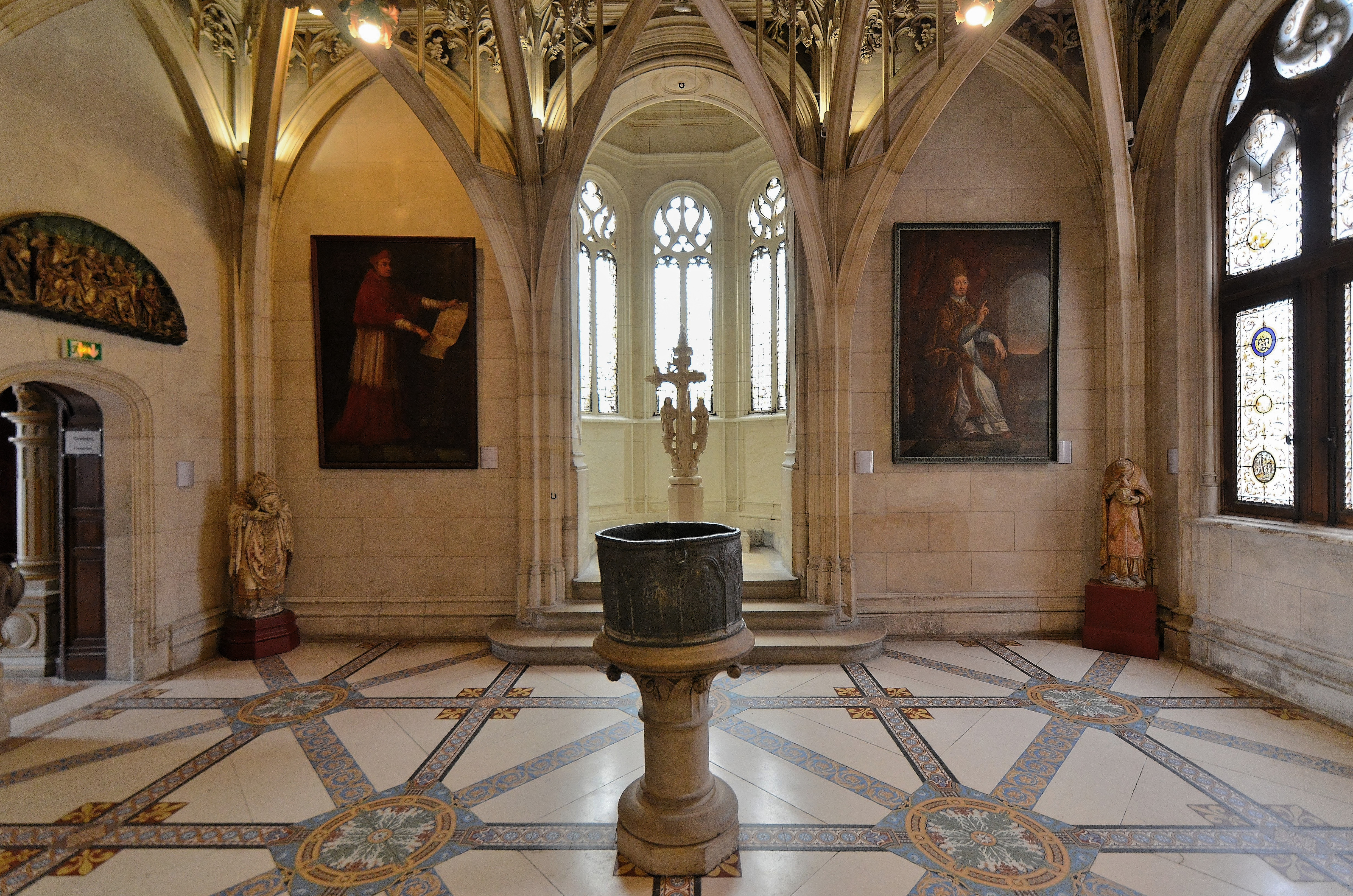
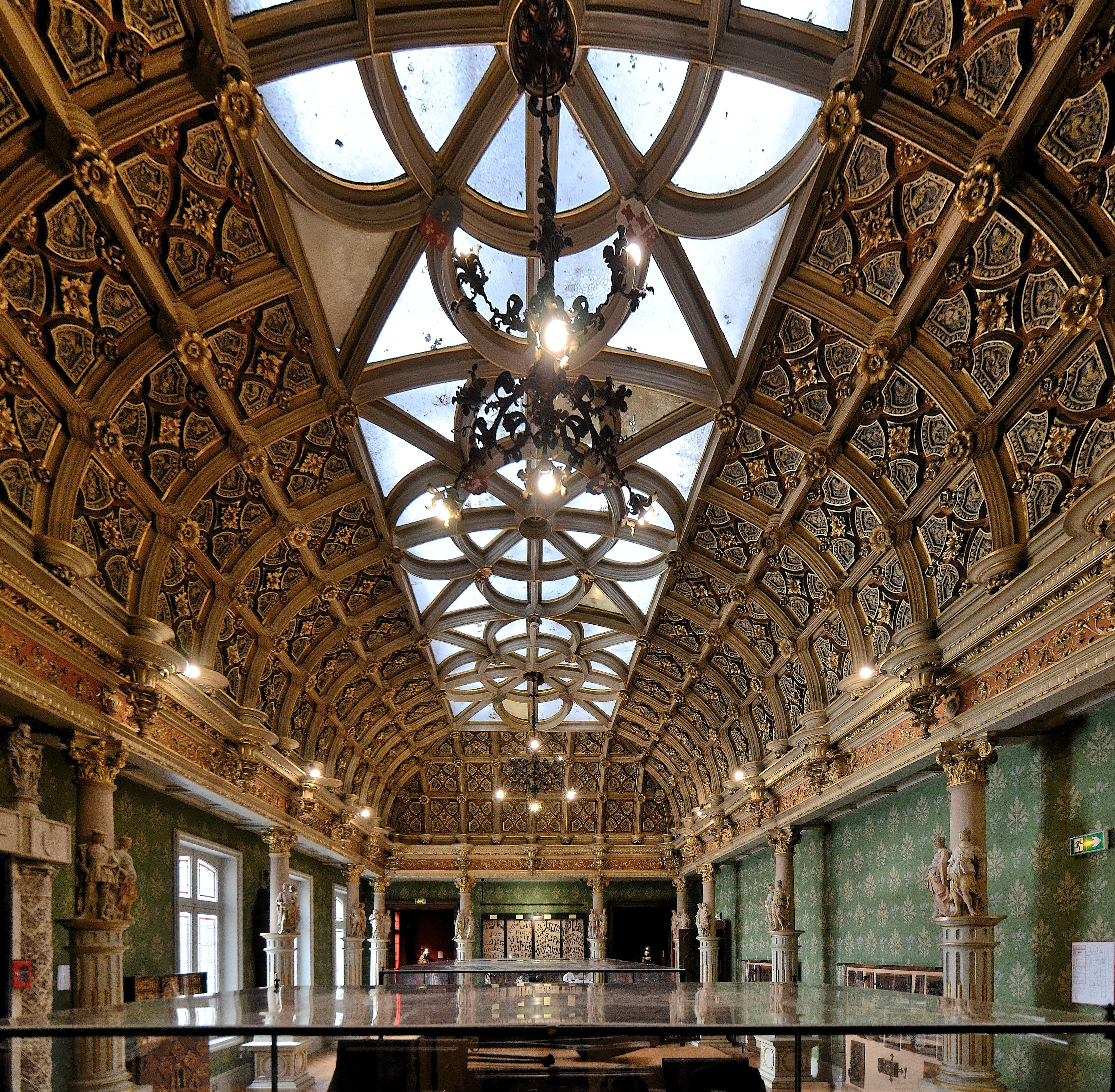
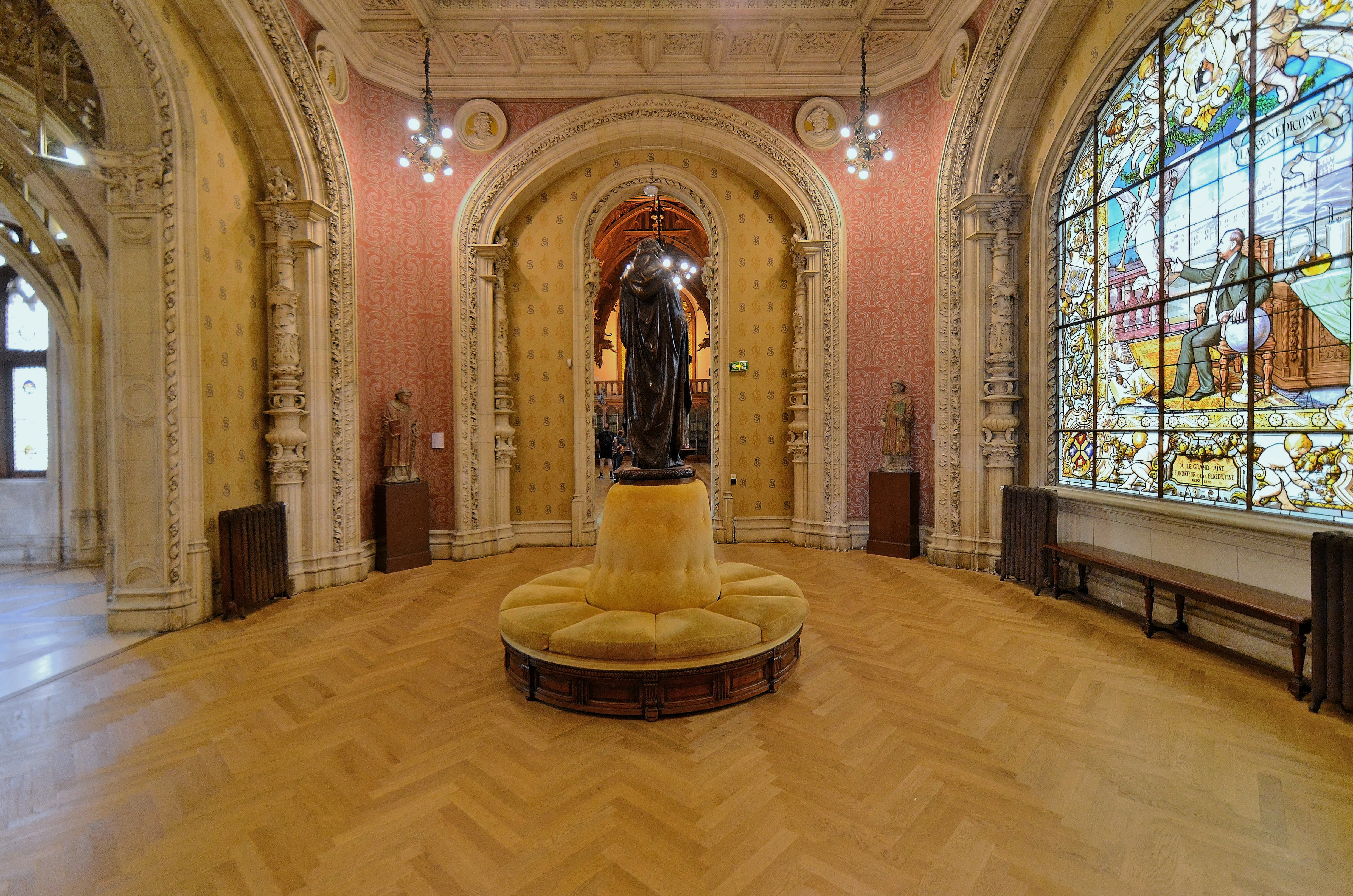
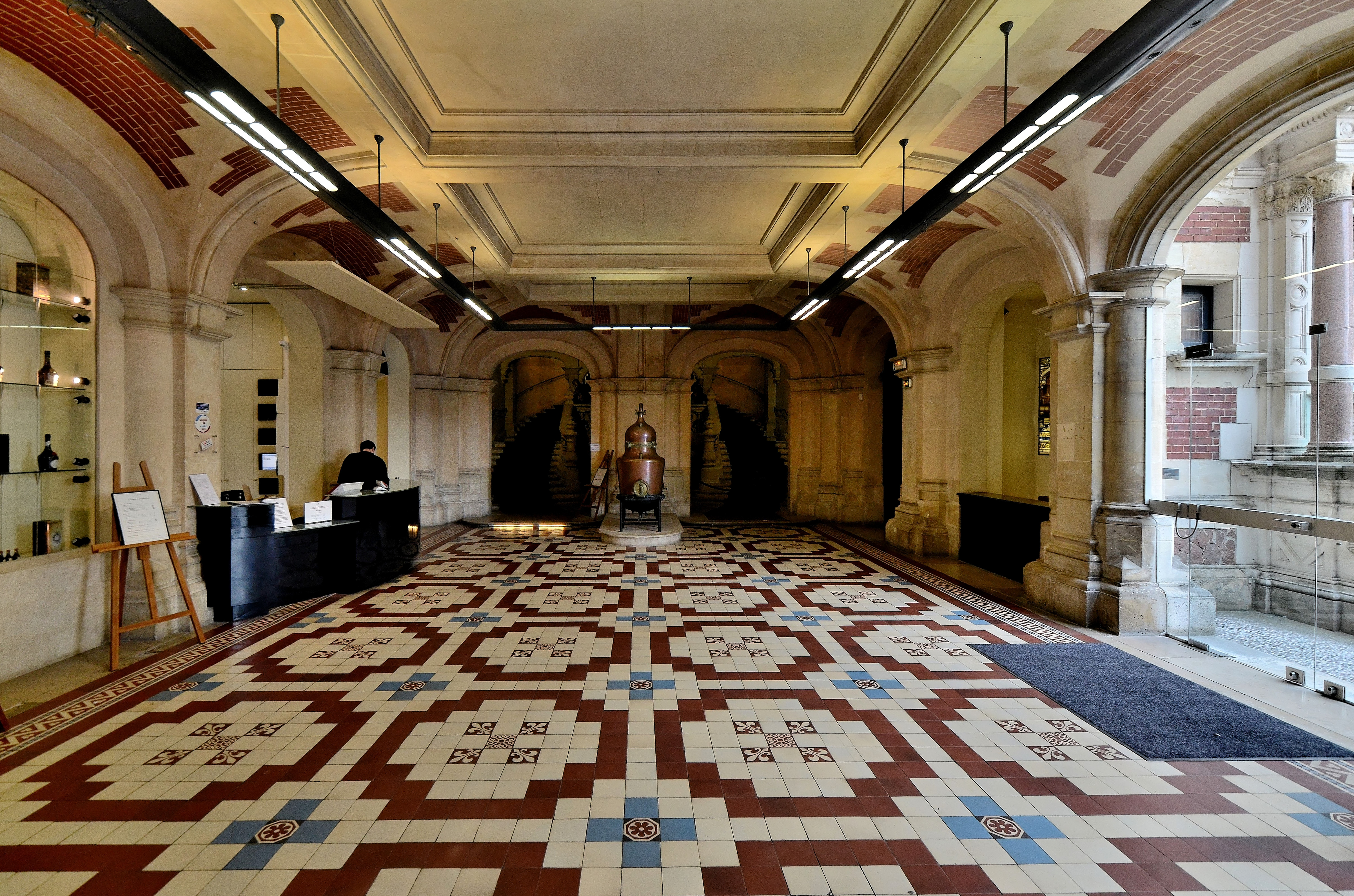
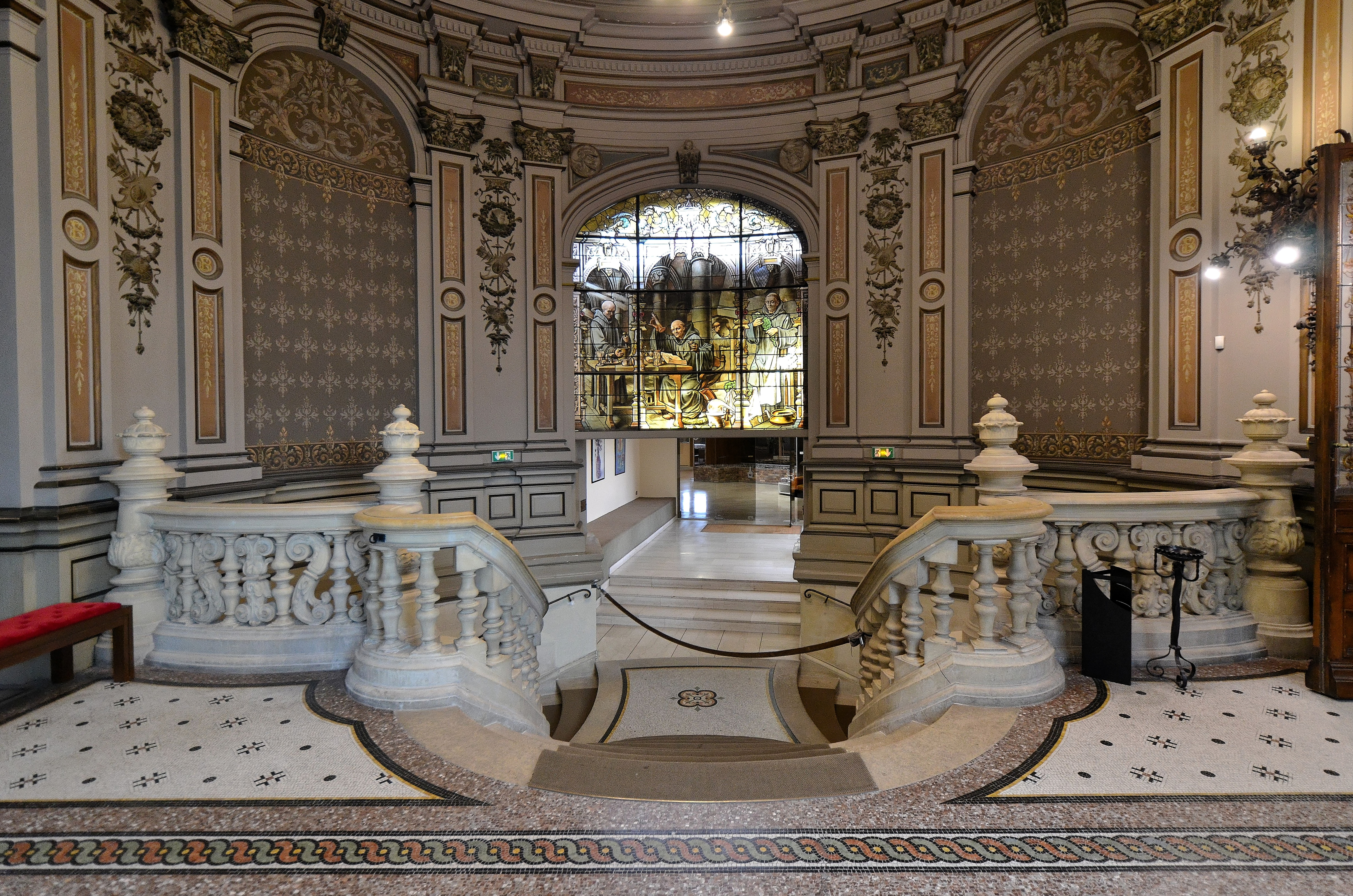
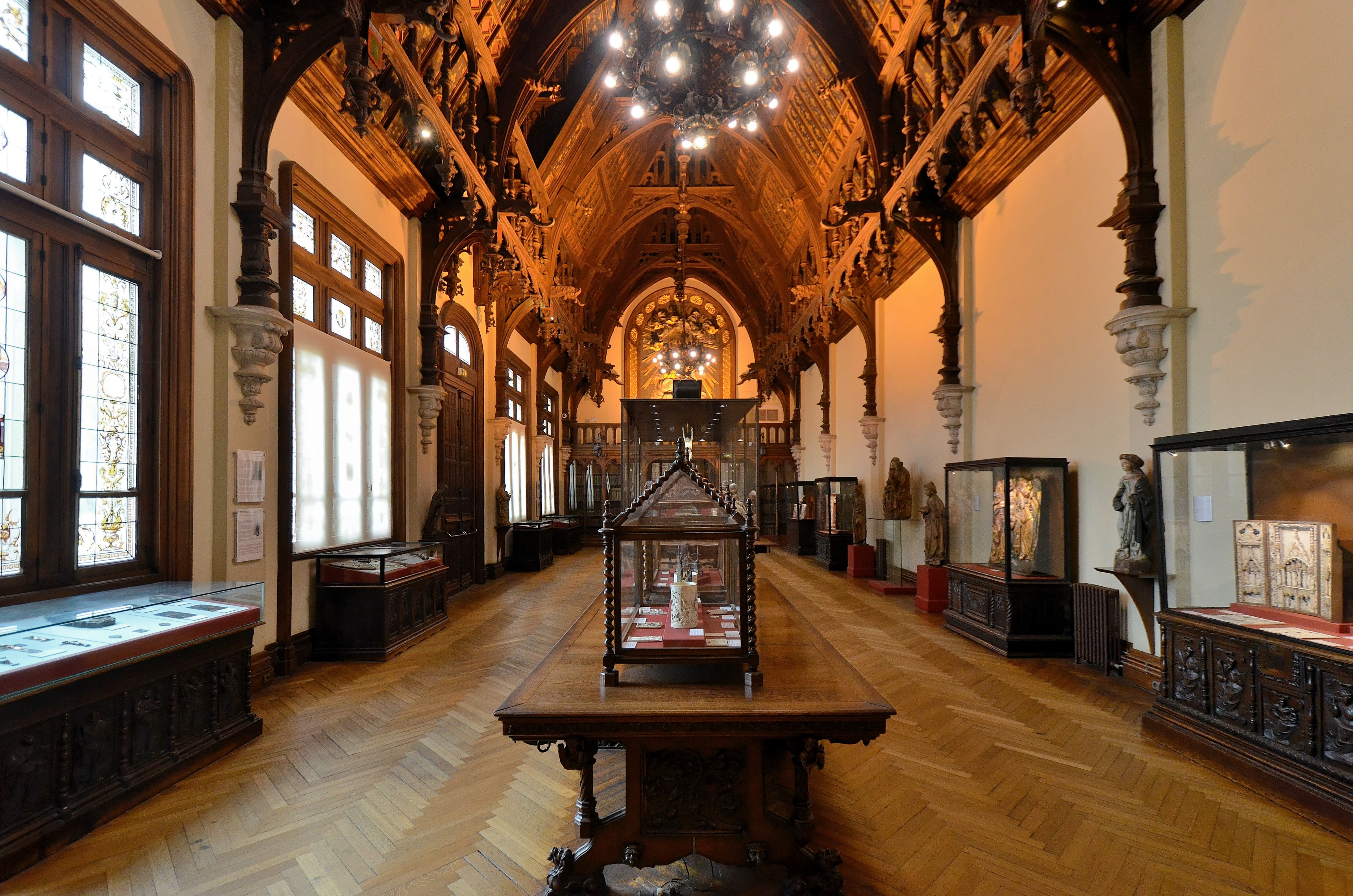
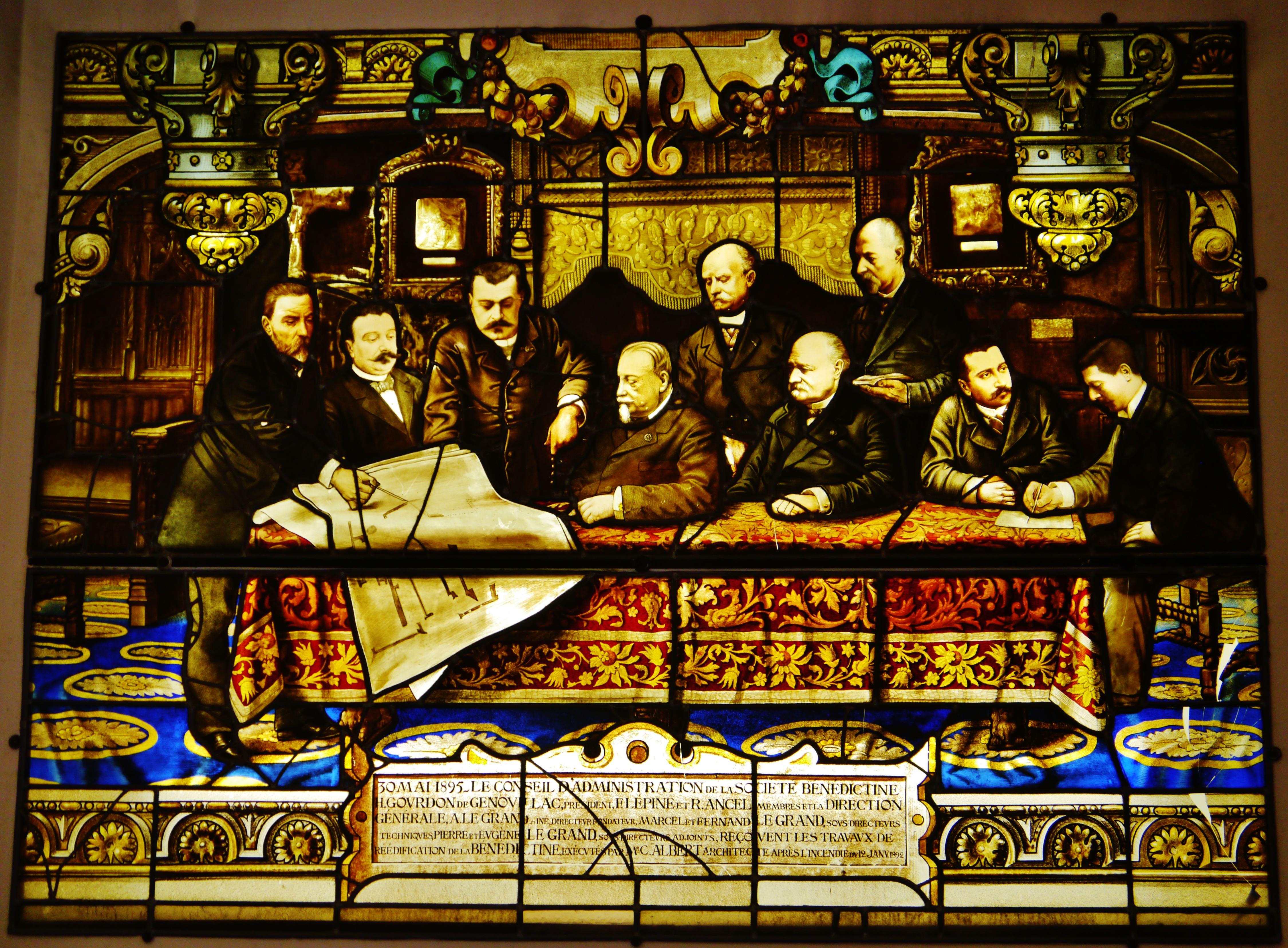
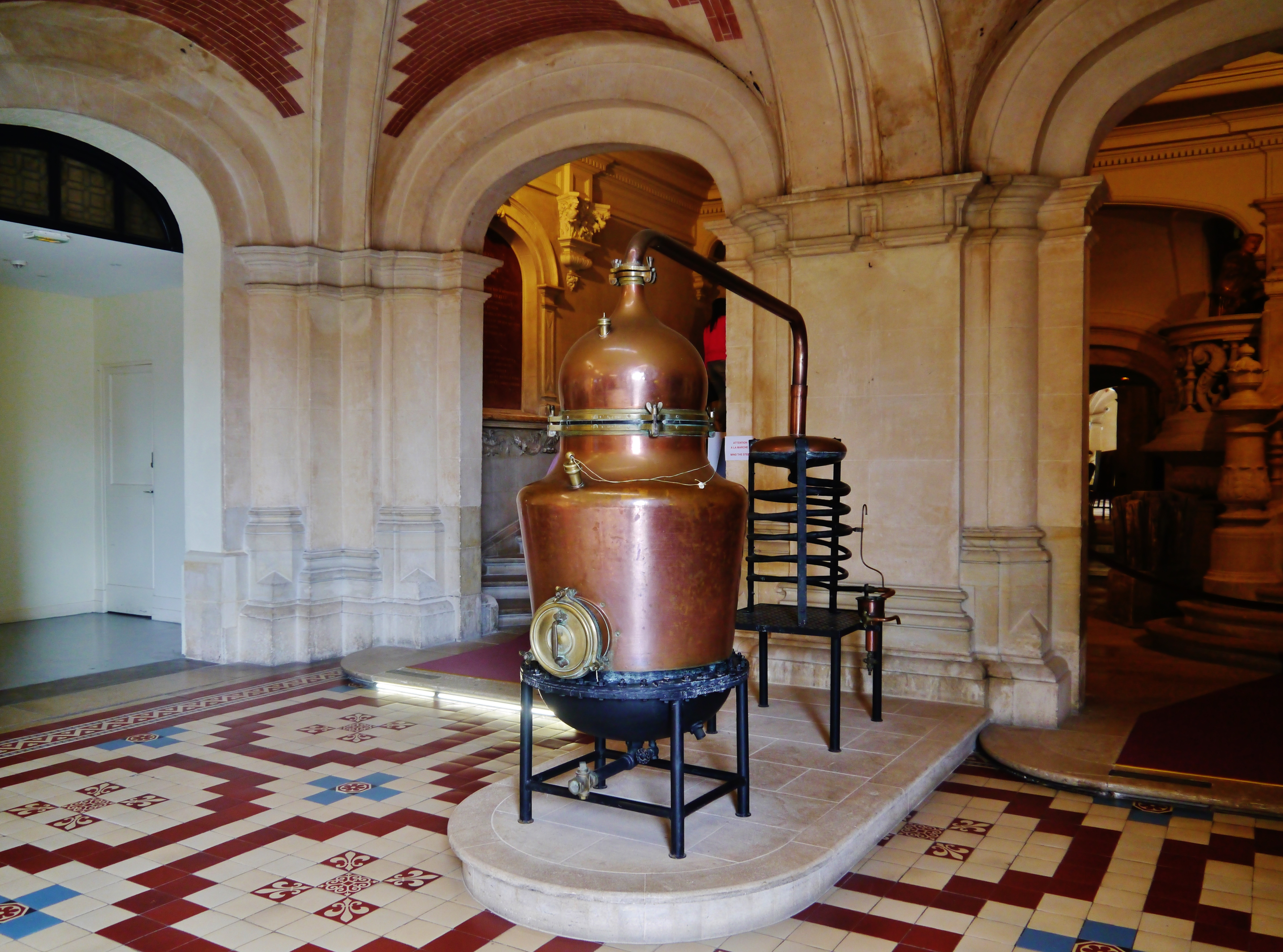
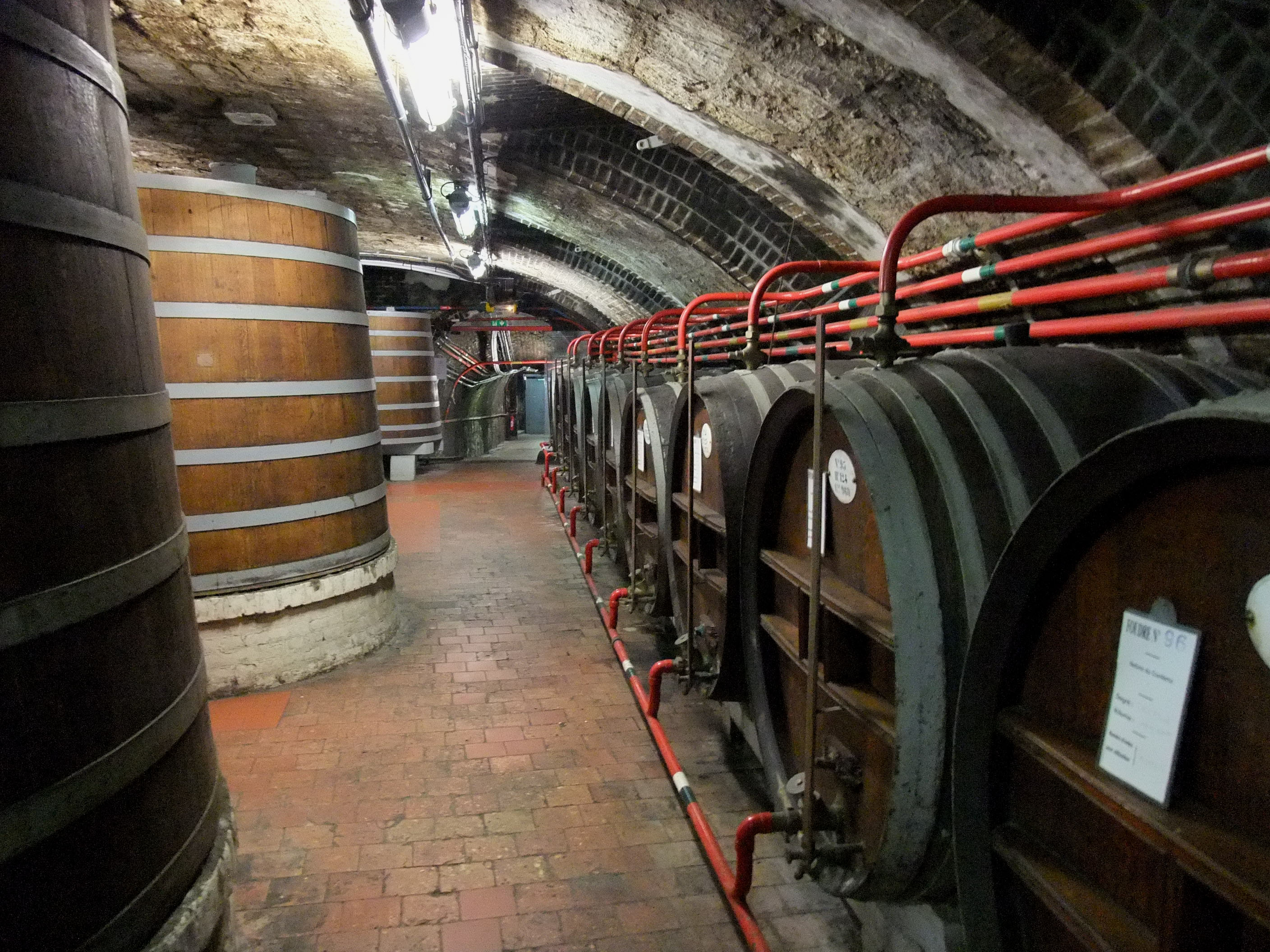
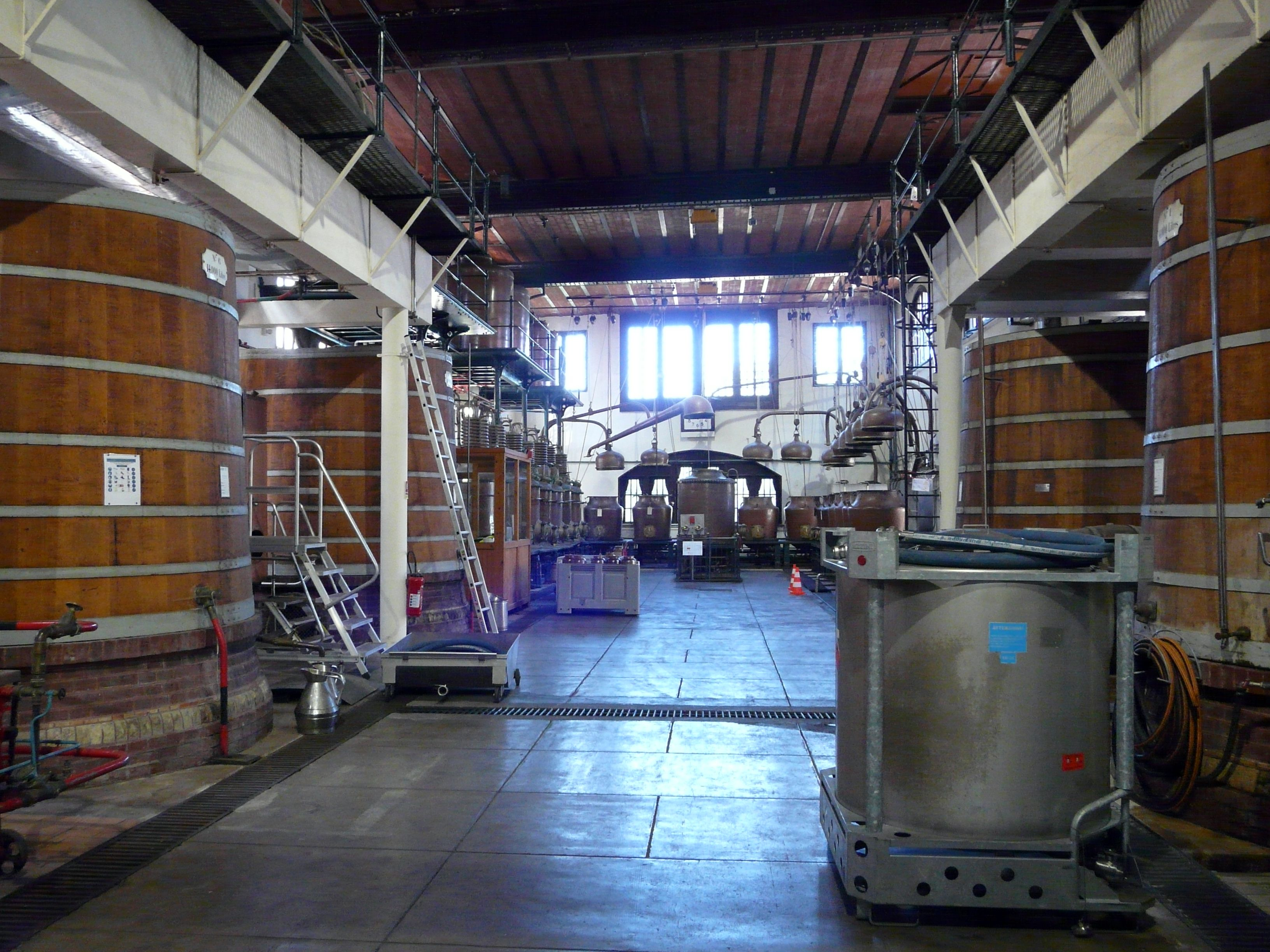